# Schody ruchome

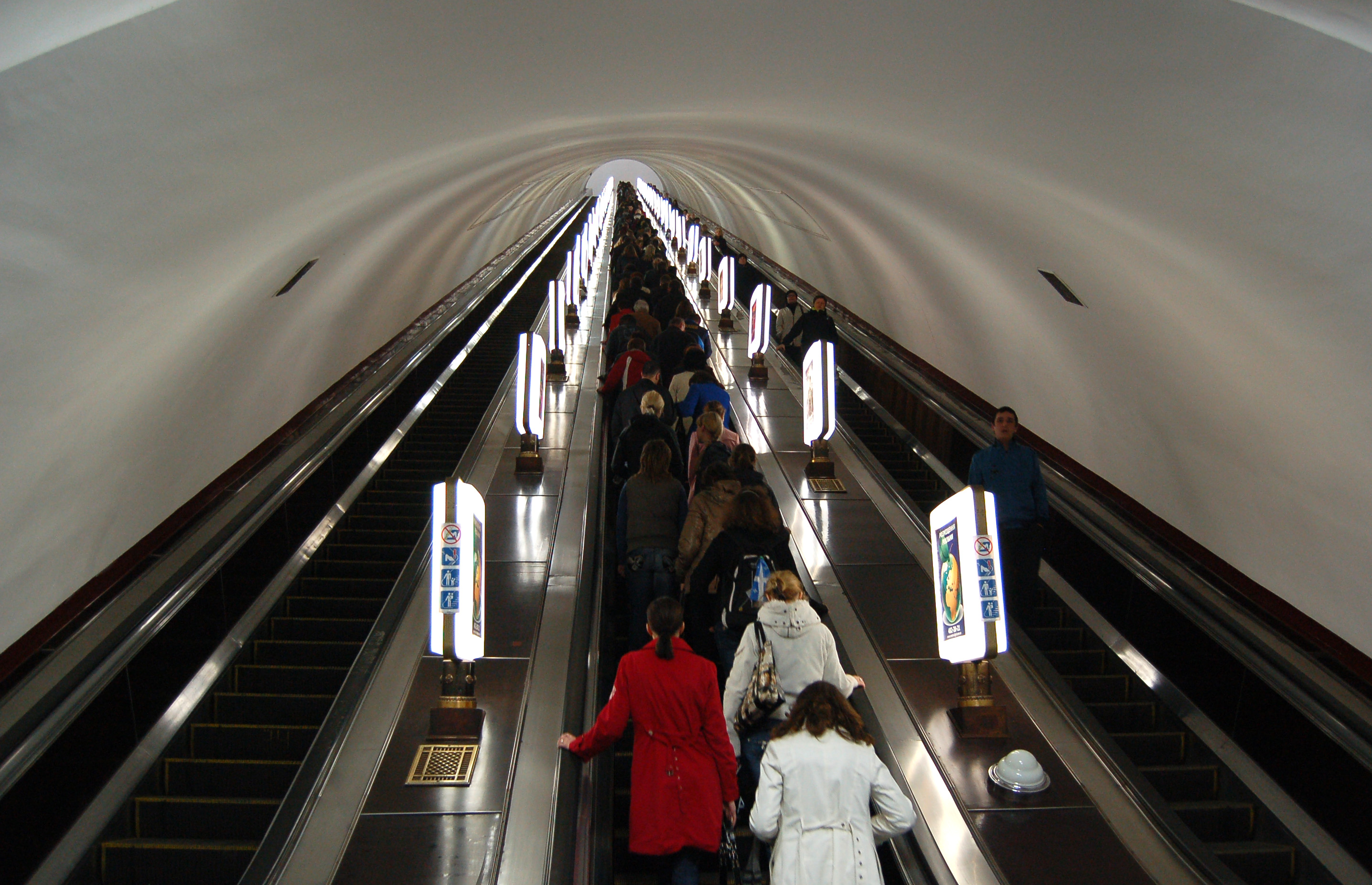
Jedne z najdłuższych schodów ruchomych na stacji metra Arsenalna w Kijowie

Schody ruchome, eskalator – urządzenie transportowe zaliczane do grupy przenośników i służące do przewozu osób pomiędzy kondygnacjami budynku. Składają się z konstrukcji nośnej, stopni zamocowanych do specjalnego łańcucha i poręczy, napędzanych przez zespół napędowy z silnikiem elektrycznym i najczęściej z przekładnią. Obecnie produkowane schody ruchome posiadają szereg zabezpieczeń m.in. przy wlotach poręczy, w płytach grzebieniowych przy zejściach ze schodów, czujnik pęknięcia łańcucha stopni, czujnik braku stopnia oraz kontroli prędkości stopni i poręczy. Najnowsze rozwiązania umożliwiają zmniejszenie prędkości lub całkowite zatrzymanie schodów, gdy są one puste; zbliżenie się pasażera jest wykrywanie przez odpowiednie czujniki i schody zwiększają prędkość aż do nominalnej.
Schody mogą mieć różne wysokości oraz prędkości tak, aby łączyć dowolne poziomy, na przykład parter bezpośrednio z 2 piętrem. Produkowane są nawet schody półokrągłe.

## Historia

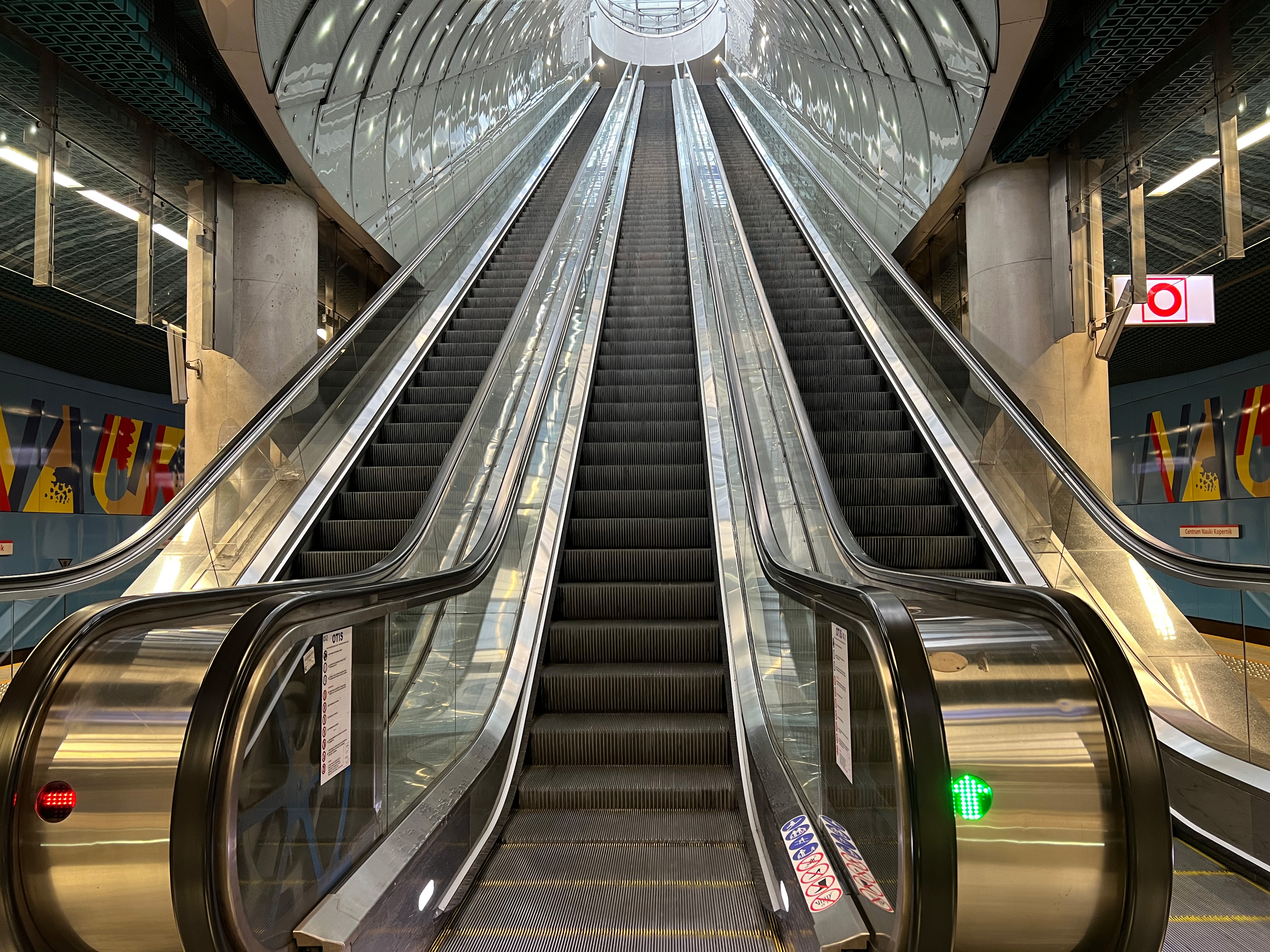
Najdłuższe schody ruchome w Polsce na stacji metra Centrum Nauki Kopernik

### Na świecie
W 1892 pierwsze schody ruchome opatentował Jesse Reno, który w 1896 zbudował takie schody wzdłuż Old Iron Pier na Coney Island. Pasażerowie byli przewożeni na przenośniku taśmowym pod kątem 25 stopni. W 1897 angielskiej nazwy escalator po raz pierwszy użył Karol Seeberger.

### W Polsce
Pierwsze schody ruchome w Polsce zostały zainstalowane na Górnym Śląsku pod koniec lat 30. XX w. Po II wojnie światowej pierwsze schody ruchome uruchomiono we Wrocławiu, w Spółdzielczym Domu Towarowym, późniejszym SDH Feniks, w 1946 roku. Były to ocalałe schody zamontowane w 1929 roku w ówczesnym Domu handlowym braci Barasch. Kolejne ruchome schody zostały otwarte na otwartej 22 lipca 1949 w Warszawie Trasie W-Z. Konstrukcja produkcji radzieckiego przedsiębiorstwa Mietrostroj (ros. Метрострой) posiadała trzy biegi, z możliwością zmiany kierunku ruchu, o przepustowości 10 000 osób na godzinę i pokonywała różnicę poziomów wynoszącą 12 m.
Od 2015 najdłuższe schody ruchome w kraju znajdują się na stacji metra Centrum Nauki Kopernik. Mają one 36 m długości.

## Układy pracy
Wybór układu pracy determinuje:
- rodzaj budynku

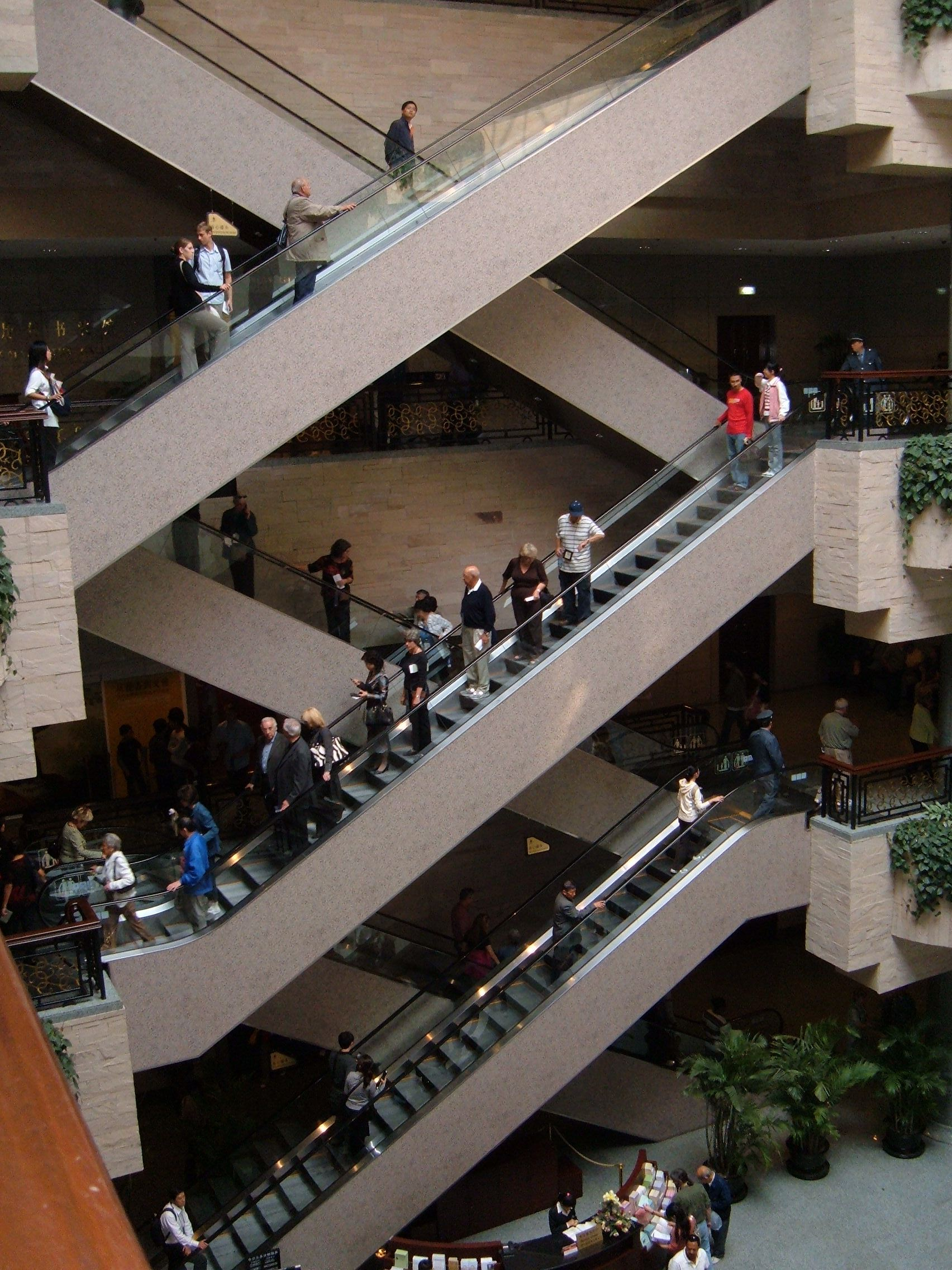
Układ krzyżowy ciągły

- miejsce instalacji i kierunek ruchu
- natężenie ruchu
- rodzaj i miejsce zastosowania[9].

Wyróżnia się układy pracy:
- pojedynczy – schody łączą dwa poziomy, układ stosowany w obiektach, w których ruch odbywa się głównie w jednym kierunku;
- podwójny – stosowany w budynkach o ruchu w dwóch kierunkach;
- krzyżowy – stosowany w małych budynkach dwupoziomowych;
- pojedynczy ciągły – schody łączą kolejne poziomy w ruchu jednokierunkowym, początek kolejnego eskalatora znajduje się przy końcu poprzedniego, układ stosowany w małych obiektach wielopoziomowych;
- podwójny ciągły – schody łączą kolejne poziomy w ruchu jednokierunkowym, początek kolejnego eskalatora znajduje się przy końcu poprzedniego, układ stosowany w małych obiektach wielopoziomowych;
- podwójny nieciągły – schody łączą kolejne poziomy w ruchu dwukierunkowym, początek kolejnego eskalatora nie znajduje się przy końcu poprzedniego, układ stosowany w dużych obiektach wielopoziomowych np. biurowcach i obiektach transportu publicznego;
- krzyżowy ciągły – stosowany w dużych obiektach wielopoziomowych, w których sprawne przemieszczanie się osób pomiędzy kondygnacjami ma znaczenie[9].

## Galeria

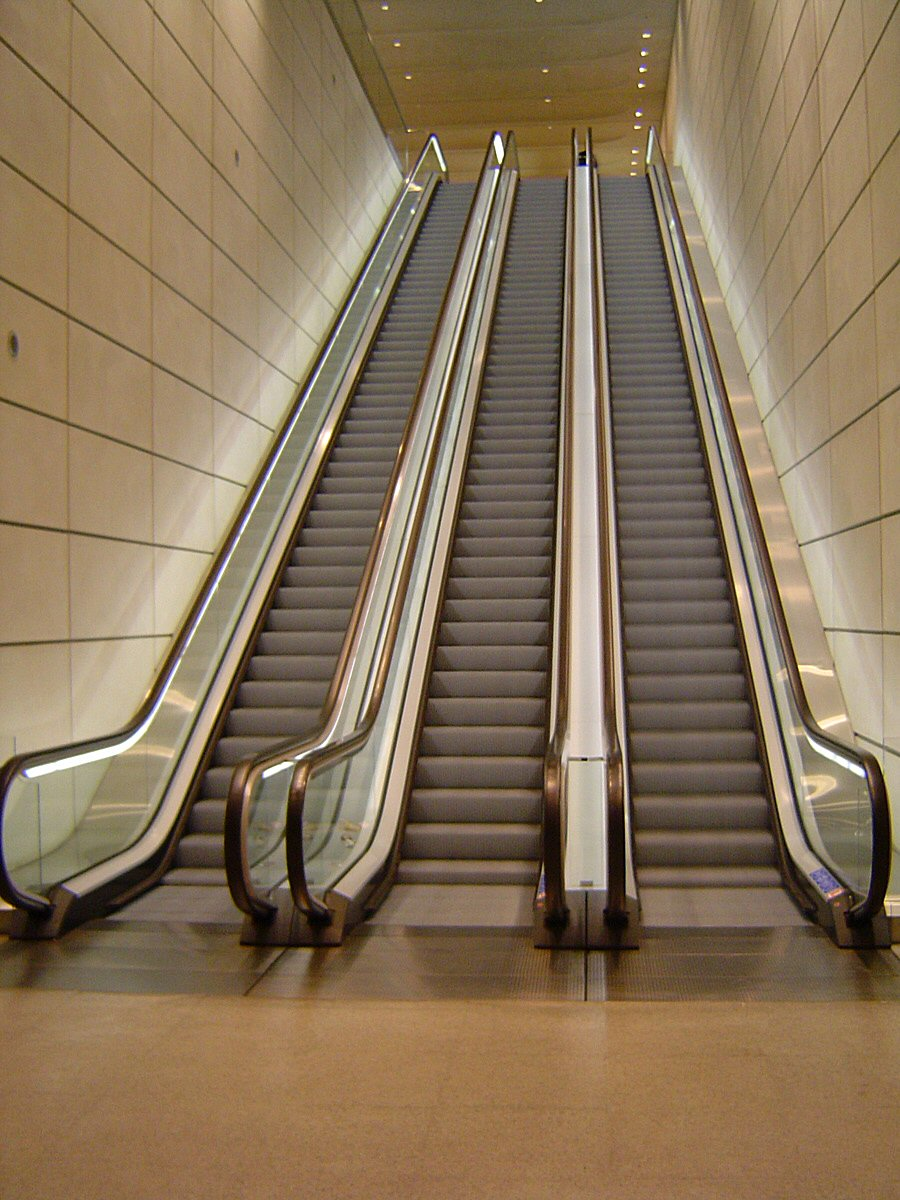
Schody ruchome na stacji metra Canary Wharf w Londynie
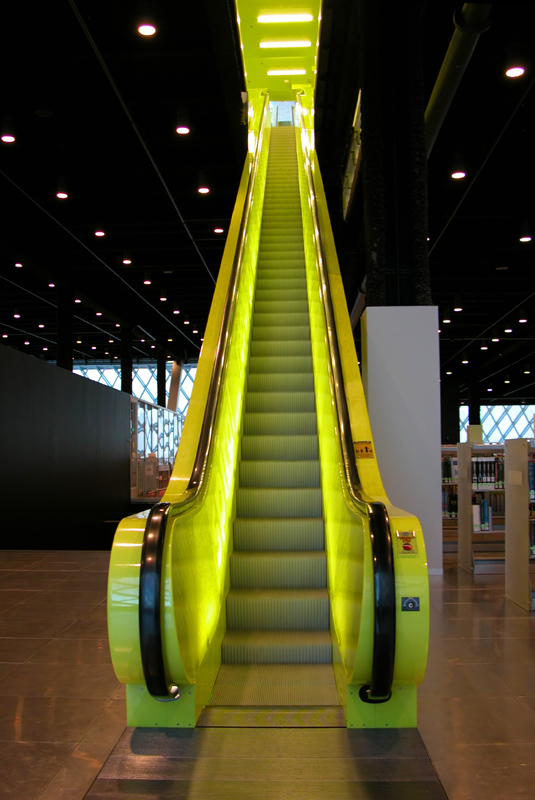
Podświetlane, żółte schody ruchome na czarnym tle Rema Koolhaasa w bibliotece w Seattle
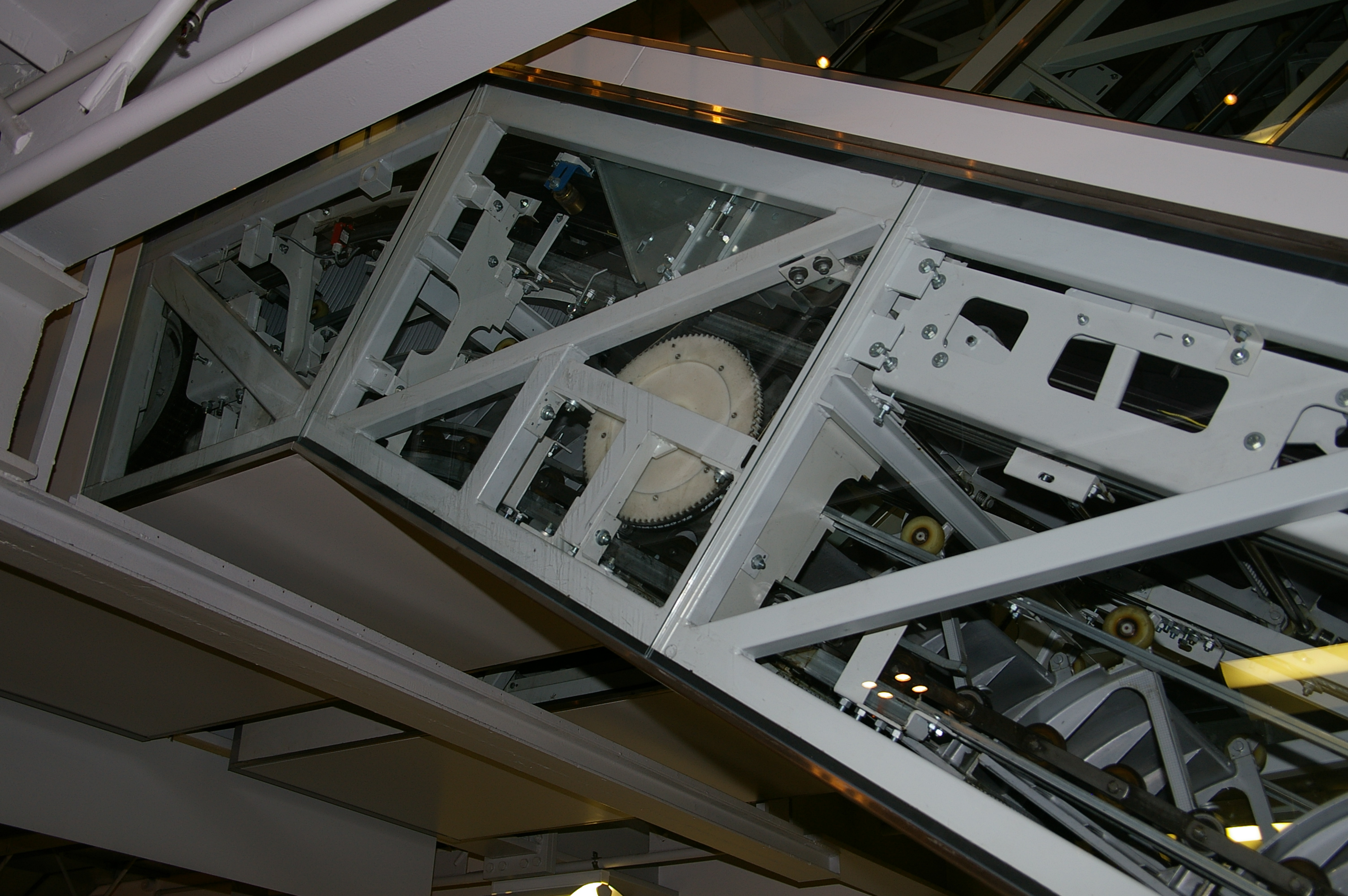
Przeszklony mechanizm schodów ruchomych
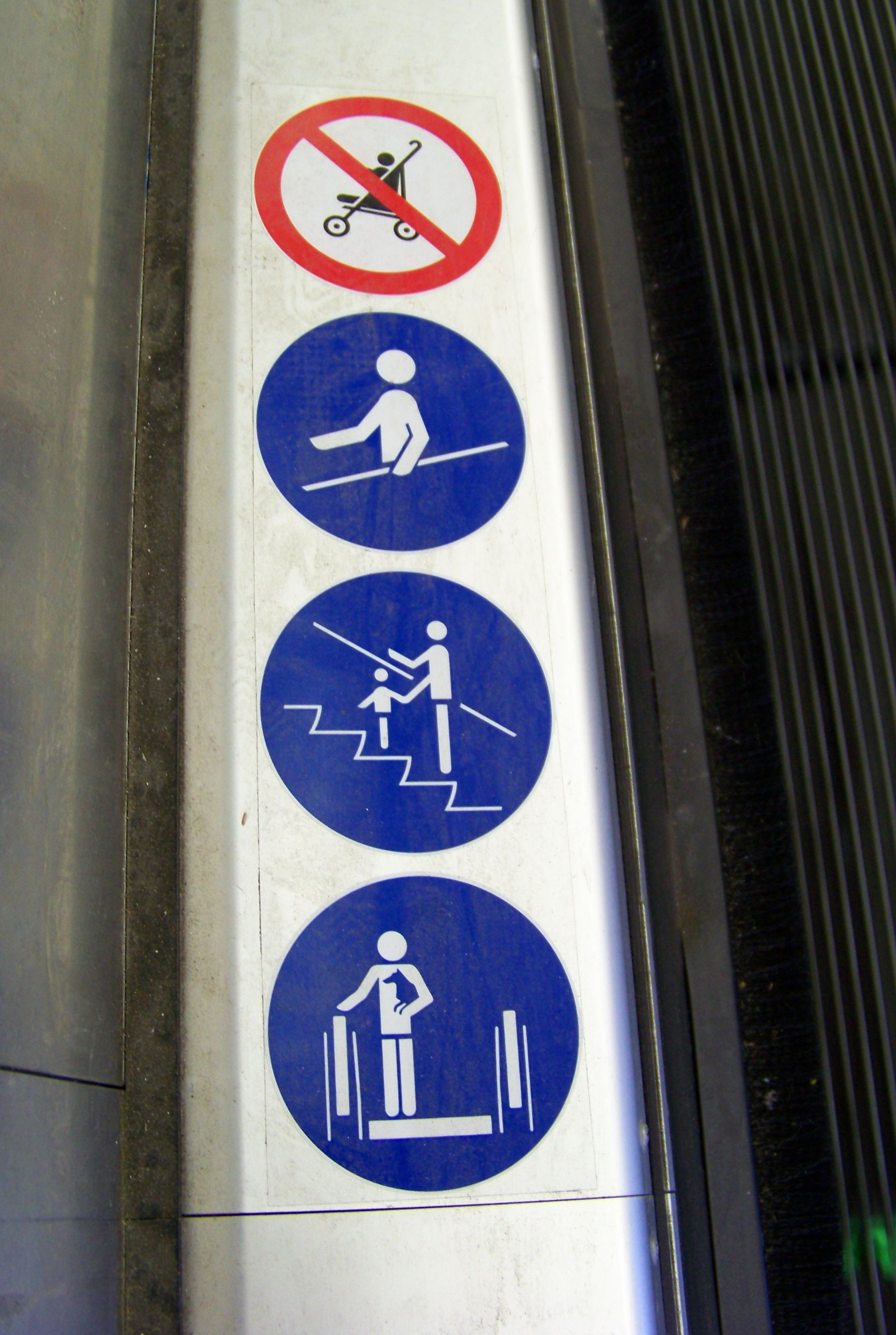
Piktogramy oznaczające, jak należy korzystać ze schodów ruchomych
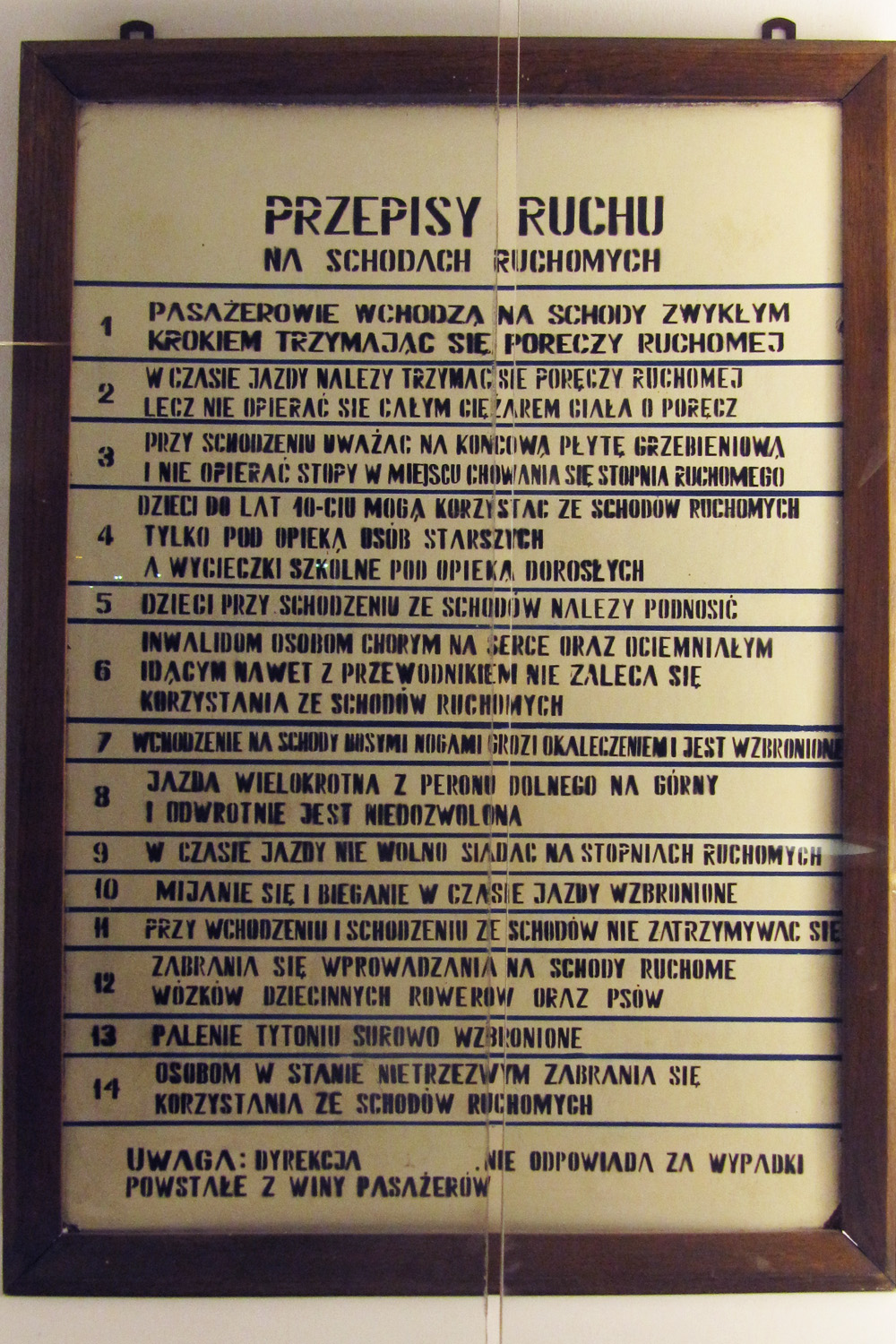
Przepisy ruchu na schodach ruchomych, Trasa W-Z w Warszawie